# Rory Reid (Journalist)

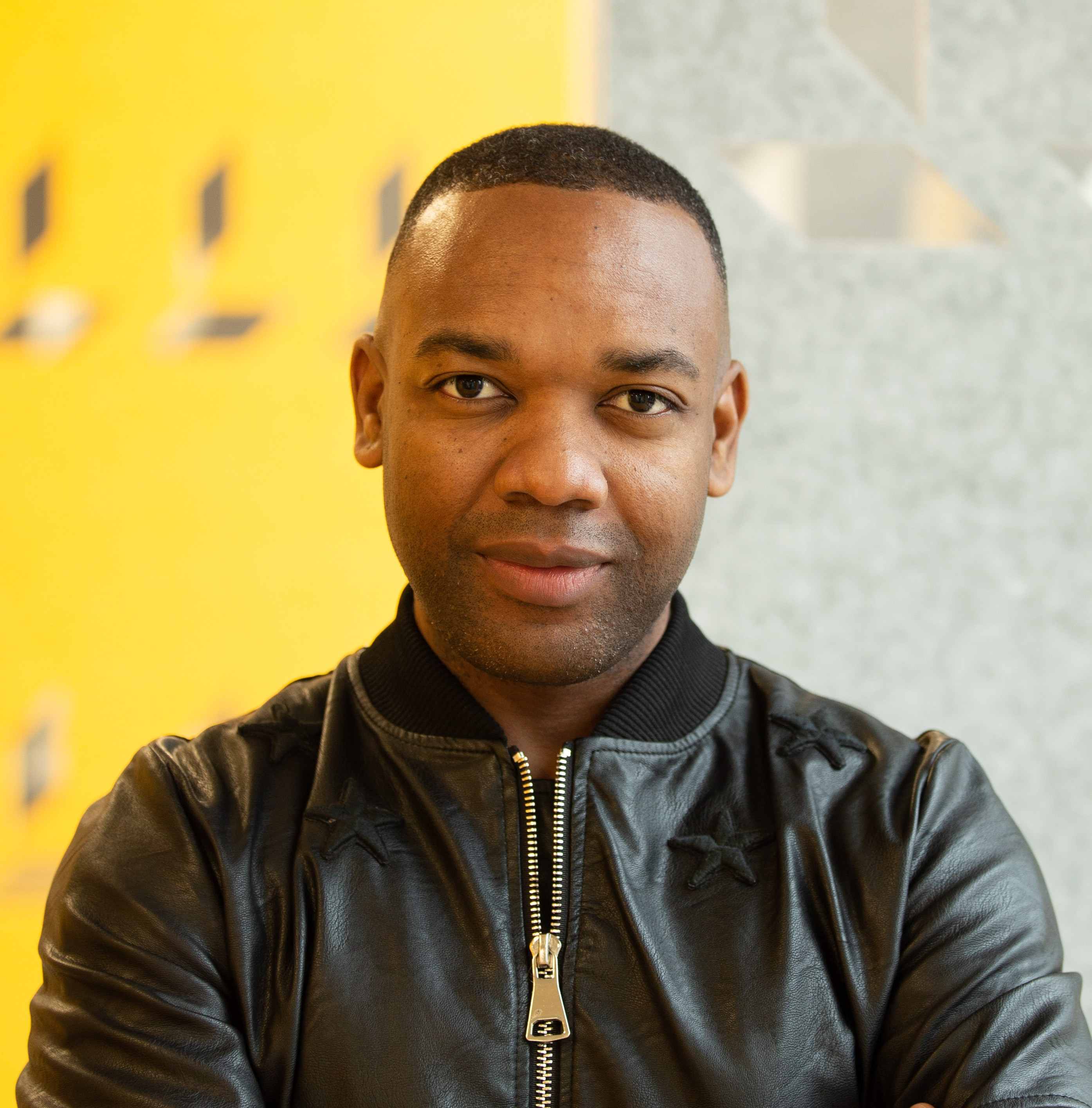
Rory Reid

Rory Reid (* 12. Oktober 1979 in South London) ist ein britischer Journalist und Fernsehmoderator, der sich auf Automobile und Technologie spezialisiert hat. Reid war von 2016 bis 2019 Top Gear Moderator.
Des Weiteren moderiert er Sendungen wie: Extra Gear, Gadget Geeks, Fifth Gear Recharged auf Discovery+ und weitere Internet Sendungen. Seit 2019 ist er Direktor des Youtube Angebots für Auto Trader, wo er unter anderem auch selbst vertreten ist. Er war Chefredakteur der Website Recombu und hat als Technologiejournalist für die Saturday Edition von BBC Radio 5 Live gearbeitet.

## Biografie
Rory Reid wurde 1979 in London geboren und wuchs im Südlondoner Stadtteil South Norwood auf. Schon als Kind war er von Autos fasziniert, und während seine Freunde Poster von Fußballspielern oder Ninja Turtles an ihren Schlafzimmerwänden hatten, hatte Reid „jedes Supercar-Poster an der Wand“. Schon in jungen Jahren begann er, Autokritiken zu schreiben.
Das erste Auto, das er besaß, war ein Ford Fiesta.

## Karriere

### Journalismus
Reid arbeitete für die Website CNET.com, wo er leitender Redakteur war, und für die Zeitschrift Personal Computer World sowie als Chefredakteur für Recombu, eine Test- und Vergleichswebsite für Autos, Mobiltelefone, Breitband und Fernsehen, für die er weiterhin als Markenbotschafter tätig ist.
Reid ist mitwirkender Redakteur des Magazins Top Gear und hat Beiträge für BBC Online, The Telegraph, Bloomberg, CBS, Sky und andere verfasst.

### Fernsehen und Radio
Reid moderierte 2012 die Sky-Sendung Gadget Geeks, in der er über Gadgets und Technologie berichtete, und arbeitete in der Saturday Edition von BBC Radio 5 als Technologieexperte. Er moderierte auch die ITV4-Sendung Speed Freaks und ist regelmäßiger Gast in der BBC-Sendung The One Show.

#### Top Gear und Extra Gear
Hauptartikel: Top Gear (Fernsehserie von 2002) und Extra Gear
1. Am 11. Februar 2016 kündigte Chris Evans in seiner Radio-2-Frühstückssendung an, dass Reid einer der neuen Moderatoren von Top Gear sein wird, neben Evans, Matt LeBlanc, The Stig, Sabine Schmitz, Chris Harris und Eddie Jordan. In seiner ersten Staffel hatte Reid eine Nebenrolle neben den Hauptmoderatoren.
2. Reid wurde von den Produzenten der Show ausgewählt, nachdem er ein 30-Sekunden-Vortragsband eingereicht hatte, in dem er seine Fähigkeiten als Moderator vorstellte[5] - und er war der einzige Kandidat des offenen Vorsprechens, der aus mehr als 15.000 Bewerbern ausgewählt wurde.[8] Evans sagte über Reid: „Er ist kenntnisreich, witzig, cool und warmherzig. Das ist keine einfache Kombination. Und er ist ein brillanter Geschichtenerzähler. Sein Vorsprechen stach meilenweit heraus.“[5]
3. In einem Interview nach der Ausstrahlung seiner ersten Folge beschrieb er die Erfahrung als „ziemlich einfach, was den Job an sich angeht“, aber „das Ausmaß an Kontrolle, dem die Show unterliegt, war absolut immens“.[9] Er sagte auch, der Einstieg in die Serie sei „wie ein Soldat, der mit dem Fallschirm in einen Krieg abspringt“ gewesen und die Herausforderung, die vorherigen Moderatoren abzulösen, sei „wie der Wu-Tang Clan, der One Direction ablöst“[10].
4. Nach dieser Folge stieg Evans aus der Sendung aus, und Reid und Harris bildeten mit LeBlanc ein Trio von Hauptmoderatoren für die folgenden drei Folgen. Die Irish Times bezeichnete Reid als „Top Gear's bestes 'Fundstück' seit der Clarkson-Ära“ und „hat einen ansteckenden Schuljungen-Enthusiasmus“.[11] Er hat auch die ITV4-Show Speed Freaks moderiert.
5. Im April 2016 wurde bekannt gegeben, dass Reid zusammen mit Harris auch die neue Schwestersendung von Top Gear, Extra Gear, moderieren würde. Die beiden moderierten die erste Staffel der Sendung, wobei der Komiker George Lewis in der zweiten Staffel als Hauptmoderator hinzukam[12].

#### Speed Freaks und Fifth Gear Recharged
Hauptartikel: Fifth Gear
Im Jahr 2021 begann Reid, zusammen mit Vicki Butler-Henderson, Jason Plato und Karun Chandhok die neu benannte Sendung Fifth Gear Recharged auf Discovery+ und Quest zu moderieren. Die Sendung ist eine Fortsetzung der ursprünglichen Fifth-Gear-Serie (die als Fortsetzung der ursprünglichen Top-Gear-Serie von 1977 entstand), konzentriert sich aber ausschließlich auf Fahrzeuge mit Elektro- und Hybridantrieb.

### Web

#### Auto-Trader
Hauptartikel: Auto Trader Group
Im Dezember 2019 wechselte Reid als Direktor für YouTube-Inhalte zu Auto Trader. Er ist der Hauptmoderator des Kanals und moderiert Autorezensionen, Drag-Races und Ratgeber, die Käufern bei der Auswahl eines Autos helfen. Reid sagte damals über seine neue Rolle: „Auto Trader ist seit ich mich erinnern kann ein fester Bestandteil meines Webbrowsers, daher ist die Möglichkeit, anderen dabei zu helfen, ihr perfektes Auto zu finden, ein echtes Karriere-Highlight.“

#### CNET und andere Kanäle
Reid gründete und präsentierte den Car-Tech-Kanal von CNET und war auch Moderator des YouTube-Kanals Fast, Furious & Funny, der „hochoktanige Auto-Action“, Streiche und prominente Gäste zeigt. Er moderierte auch Videos für Recombu, wobei er sich bei einem Sprung in ein Cabrio das Knie verletzte. In einem Video von Recombu aus dem Jahr 2015 rezensiert er in gesprochener Poesie einen Rolls-Royce Ghost Series II, was von Rolls-Royce getwittert wurde und viel positive Aufmerksamkeit erregte.
Im Oktober 2020 präsentierte Reid eine Folge von Fully Charged, in der er das Elektroauto Honda E unter die Lupe nahm.
Im Januar 2021 wurde bekannt gegeben, dass Reid in einer Kampagne mit McLaren und British American Tobacco (BAT) für eine E-Sport-Serie vor der Kamera stehen würde, um ihre Kunden „auf neue, aufregende und ansprechende Weise“ zu erreichen und die süchtig machende Nikotinbeutelmarke VELO zu bewerben. Er tritt in der Serie neben anderen britischen Stars wie Craig David auf.

## Verfilmungen

### Fernsehen
| Jahr      | Titel                | Rolle     | Anbieter             | Notizen                                                         |
| --------- | -------------------- | --------- | -------------------- | --------------------------------------------------------------- |
| 2012      | Gadget Geeks         | Moderator | Sky TV               | Moderator                                                       |
| 2016–2019 | Top Gear             | Moderator | BBC 2                | Wiederkehrende Moderator (Serie 23); Co-Moderator (Serie 24–26) |
| 2016–2019 | Extra Gear           | Moderator | BBC 2                | Moderator (Serie 1, 3–4); Co-Moderator (Serie 2)                |
| 2021–?    | Fifth Gear Recharged | Moderator | Discovery+ und Quest | Moderator                                                       |

### Internet
| Titel                  | Rolle     | Webseite | Notizen                      |
| ---------------------- | --------- | -------- | ---------------------------- |
| Car Tech channel       | Moderator | CNET     | Moderator für die Sendung    |
| Fast, Furious & Funny  | Moderator | YouTube  | Moderator des YouTube-Kanals |
| Fully Charged          | Moderator | YouTube  | Moderator                    |
| Auto Trader UK channel | Moderator | YouTube  | Moderator                    |

|  |